# Basiano (Morimondo)
Basiano è una frazione del comune di Morimondo, in provincia di Milano, posta 2,53 km a sud del centro abitato, verso Besate.

## Storia
Le più antiche tracce della presenza dell'uomo a Basiano sono ascrivibili all'epoca romana: in una campagna di scavi condotta nel XX secolo, infatti, sono state ritrovate le fondamenta di un'antica villa romana risalente al II secolo d.C.
Basiano fu successivamente comune censuario autonomo di stampo prettamente agricolo, incentrato sulla cascina centrale.
In base al censimento voluto nel 1771 dall'imperatrice Maria Teresa, Basiano contava 168 anime e fu durante questo periodo che si svilupparono tra l'altro i primi mulini ed impianti idraulici per la lavorazione delle granaglie, industria molto fiorente nell'area. Alla proclamazione del Regno d'Italia nel 1805 risultava avere 199 abitanti. Nel 1809 fu soppresso con regio decreto di Napoleone ed annesso a Fallavecchia, per essere poi spostato sotto Coronate nel 1811. Il Comune di Basiano fu quindi ripristinato con il ritorno degli austriaci, che tornarono però sui loro passi nel 1841, ristabilendo la fusione con Coronate secondo lo schema parrocchiale.

## Monumenti e luoghi d'interesse

### Oratorio dei Santi Cristoforo e Giacomo
L'unico luogo di culto di Basiano è stato per secolo il piccolo oratorio dei Santi Cristoforo e Giacomo. Posizionato non lontano dalla Valle del Ticino, su di un terrazzamento, la chiesa venne costruita nel Cinquecento per sopperire alle esigenze religiose dei residenti della Cascina di Basiano.
La struttura si presenta ad aula unica con tetto a capanna. Esternamente, l'area absidale appare di particolare interesse in quanto non è stondata ma piatta, ornata sulla cima da una fila di archetti pensili, mentre la facciata dispone di un finestrone circolare a rosone che sovrasta l'ingresso. La struttura dispone anche di un piccolo campanile a pianta quadrata. All'interno si conservano affreschi del XVII secolo.

## Società

### Evoluzione demografica
"Abitanti censiti"

### Etnie e minoranze straniere
Al 31 dicembre 2014 la frazione di Basiano non risultava avere cittadini stranieri.